# Michael Ludwig (schermidore)
Michael Ludwig (Vienna, 19 dicembre 1972) è uno schermidore austriaco.

## Palmarès
In carriera ha conseguito i seguenti risultati:
- Europei di scherma

Vienna 1991: argento nel fioretto individuale.
Lisbona 1992: oro nel fioretto individuale.
Danzica 1997: bronzo nel fioretto individuale.
Plovdiv 1998: bronzo nel fioretto individuale ed a squadre.
Funchal 2000: argento nel fioretto a squadre.
Mosca 2002: bronzo nel fioretto individuale.
Copenaghen 2004: bronzo nel fioretto individuale.